# Њу Франклин (Охајо)
Њу Франклин (енгл. New Franklin) град је у америчкој савезној држави Охајо.

## Демографија
По попису из 2010. године број становника је 14.227, што је 12.036 (549,3%) становника више него 2000. године.
| Група             | 2000.         | 2010.          |
| Белци             | 2.152 (98,2%) | 13.812 (97,1%) |
| Афроамериканци    | 10 (0,5%)     | 82 (0,6%)      |
| Азијати           | 8 (0,4%)      | 57 (0,4%)      |
| Хиспаноамериканци | 5 (0,2%)      | 118 (0,8%)     |
| Укупно            | 2.191         | 14.227         |